# For the Soul of Rafael
For the Soul of Rafael er en amerikansk stumfilm fra 1920 af Harry Garson.

## Medvirkende
- Clara Kimball Young som Marta Raquel Estevan
- Bertram Grassby som Rafael Artega
- Eugenie Besserer som Dona Luisa
- Juan de la Cruz
- J. Frank Glendon som Keith Bryton
- Ruth King som Ana Mendez
- Helene Sullivan som Angela Bryton
- Paula Merritt som Polonia
- Maude Emory som Teresa
- Edward Kimball som Ricardo